# Nokia 100
Nokia 100 este un telefon creat de Nokia bazat pe Series 30. Culorile disponibile pentru telefonul Nokia 100 sunt: Legion Blue, Festival Pink, Ocean Blue, Phantom Black și Coral Red. Telefonul are dimensiunea de 110 x 45.5 x 14.9 mm cu greutatea de 70 grame, radio FM și bateria de 850mAh. Bateria BL-5CB Li-Ion de 850 mAh are o autonomie de 35 de zile în stand-by sau 7 ore de convorbiri.
Ecranul are diagonala de 1.8 inchi cu rezoluția de 128 x 160 pixeli și afișează 65.000 de culori.